# Fràntsevo
Fràntsevo (en rus: Францево) és un poble (possiólok) de l'óblast de Tomsk, a Rússia, que el 2015 tenia 97 habitants.